# Rhinocricus maranonus
Rhinocricus maranonus är en mångfotingart som beskrevs av Chamberlin 1941. Rhinocricus maranonus ingår i släktet Rhinocricus och familjen Rhinocricidae. Inga underarter finns listade i Catalogue of Life.